# Bill Graham Civic Auditorium
O Bill Graham Civic Auditorium (originalmente San Francisco Civic Auditorium) é uma arena em São Francisco, Califórnia, que atualmente homenageia Bill Graham, um empresário e produtor de eventos morto em 1991 em um acidente de helicóptero.
A arena tem lugar para 7 000 pessoas e foi construída em 1915. Foi a casa do Golden State Warriors, um time de basquete da NBA, e foi o palco da Convenção Nacional Democrática de 1920.